# غلام
الغلام يُطلق على الطفل الذَّكَر منذ لحظة ولادته إلى أن يشبّ. وجمعها أغْلِمَةٌ وغِلْمَةٌ وغِلْمانٌ.
وردت في القرآن الكريم كلمة «غلام» في اثنَيْ عَشَرَ موضعًا منها:
- عندما بُشّر زكريا بيحيى في سورة آل عمران ﴿قَالَ رَبِّ أَنَّى يَكُونُ لِي غُلَامٌ وَقَدْ بَلَغَنِيَ الْكِبَرُ وَامْرَأَتِي عَاقِرٌ قَالَ كَذَلِكَ اللَّهُ يَفْعَلُ مَا يَشَاءُ ۝٤٠﴾ [آل عمران:40]
- وفي قصة يوسف وإخوته في سورة يوسف ﴿وَجَاءَتْ سَيَّارَةٌ فَأَرْسَلُوا وَارِدَهُمْ فَأَدْلَى دَلْوَهُ قَالَ يَا بُشْرَى هَذَا غُلَامٌ وَأَسَرُّوهُ بِضَاعَةً وَاللَّهُ عَلِيمٌ بِمَا يَعْمَلُونَ ۝١٩﴾ [يوسف:19]